# Пек (Мічиган)
Пек (англ. Peck) — селище (англ. village) в США, в окрузі Сенілак штату Мічиган. Населення — 593 особи (2020).

## Географія
Пек розташований за координатами 43°15′32″ пн. ш. 82°49′1″ зх. д. / 43.25889° пн. ш. 82.81694° зх. д. (43.258767, -82.816938).  За даними Бюро перепису населення США в 2010 році селище мало площу 2,72 км², уся площа — суходіл.

## Демографія
Згідно з переписом 2010 року, у селищі мешкали 632 особи в 246 домогосподарствах у складі 151 родини. Густота населення становила 232 особи/км².  Було 283 помешкання (104/км²).
Расовий склад населення:
| - 95,1 % — білих - 2,2 % — корінних американців - 0,6 % — чорних або афроамериканців - 0,2 % — азіатів |

До двох чи більше рас належало 1,4 %. Частка іспаномовних становила 4,9 % від усіх жителів.
За віковим діапазоном населення розподілялося таким чином: 25,9 % — особи молодші 18 років, 59,9 % — особи у віці 18—64 років, 14,2 % — особи у віці 65 років та старші. Медіана віку мешканця становила 37,1 року. На 100 осіб жіночої статі у селищі припадало 91,5 чоловіків;  на 100 жінок у віці від 18 років та старших — 90,2 чоловіків також старших 18 років.
Середній дохід на одне домашнє господарство  становив 46 071 долар США (медіана — 36 500), а середній дохід на одну сім'ю — 55 485 доларів (медіана — 54 063). Медіана доходів становила 38 125 доларів для чоловіків та 25 500 доларів для жінок. За межею бідності перебувало 15,0 % осіб, у тому числі 9,4 % дітей у віці до 18 років та 1,9 % осіб у віці 65 років та старших.
Цивільне працевлаштоване населення становило 289 осіб. Основні галузі зайнятості: виробництво — 35,3 %, роздрібна торгівля — 14,5 %, освіта, охорона здоров'я та соціальна допомога — 12,1 %.